# Triphosa oberthuri
Triphosa oberthuri är en fjärilsart som beskrevs av Le Cerf 1918. Triphosa oberthuri ingår i släktet Triphosa och familjen mätare. Inga underarter finns listade i Catalogue of Life.